# North Wantagh
North Wantagh és una concentració de població designada pel cens dels Estats Units a l'estat de Nova York. Segons el cens del 2000 tenia 12.156 habitants.

## Demografia
Segons el cens del 2000, North Wantagh tenia 12.156 habitants, 4.332 habitatges, i 3.404 famílies. La densitat de població era de 2.550,8 habitants per km².
Dels 4.332 habitatges en un 34% hi vivien nens de menys de 18 anys, en un 67,1% hi vivien parelles casades, en un 8,3% dones solteres, i en un 21,4% no eren unitats familiars. En el 18,8% dels habitatges hi vivien persones soles l'11,1% de les quals corresponia a persones de 65 anys o més que vivien soles. El nombre mitjà de persones vivint en cada habitatge era de 2,8 i el nombre mitjà de persones que vivien en cada família era de 3,2.
Per edats la població es repartia de la següent manera: un 23,6% tenia menys de 18 anys, un 6,3% entre 18 i 24, un 29,3% entre 25 i 44, un 24,7% de 45 a 60 i un 16,2% 65 anys o més.
L'edat mediana era de 40 anys. Per cada 100 dones de 18 o més anys hi havia 86,8 homes.
La renda mediana per habitatge era de 70.252 $ i la renda mediana per família de 76.345 $. Els homes tenien una renda mediana de 53.295 $ mentre que les dones 37.005 $. La renda per capita de la població era de 30.214 $. Entorn de l'1,4% de les famílies i el 2,9% de la població estaven per davall del llindar de pobresa.